# Nery Pumpido
Nery Pumpido (Monje, 30 juli 1957) is een voormalig Argentijns voetballer en voetbaltrainer.
Pumpido begon zijn carrière bij Unión de Santa Fe en na twee seizoenen bij Vélez Sarsfield maakte hij de overstap naar topclub River Plate, waar hij vertrekkende doelman Ubaldo Fillol verving. In 1986 won hij met zijn team de CONMEBOL Libertadores. Van 1988 tot 1990 speelde hij bij de Spaanse club Betis Sevilla. Zijn carrière sloot hij af waar ze begonnen was, bij Unión de Santa Fe.
Bondscoach César Luis Menotti riep Pumpido als derde doelman op voor het WK 1982 in Spanje, maar daar kwam hij niet aan spelen toe. Hij maakte zijn debuut als international een jaar later: op 14 juli 1983 in de vriendschappelijke wedstrijd tegen buurland Paraguay (1–0). Op het WK 1986 was Pumpido de eerste doelman. Hij liet vijf doelpunten binnen in 630 minuten en hield drie wedstrijden de netten schoon en werd uiteindelijk wereldkampioen met zijn elftal.
Vier jaar later stond hij nog steeds onder de lat op het WK in Italië, waar hij het Afrikaanse team Kameroen furore liet maken door met 0–1 te winnen van de wereldkampioen, mede door een fout van Pumpido. Bij de tweede wedstrijd tegen de Sovjet-Unie brak Pumpido zijn been al in de elfde minuut en kwam het toernooi voor hem ten einde. Hij werd vervangen door Sergio Goycochea, die al acht maanden geen wedstrijd had gespeeld. Goycochea bleek de sterke man te worden voor het land en was belangrijk op weg naar de finale. In de kwartfinale tegen Joegoslavië en halve finale tegen Italië stopte hij strafschoppen van de tegenstanders, waardoor de Argentijnen hun wereldtitel konden verdedigen in de finale tegen West-Duitsland.
Na zijn spelerscarrière werd hij trainer. Na enkele seizoen bij Sante Fe ging hij bij het Paraguyaanse Olimpia aan de slag waar hij in 2002 de CONMEBOL Libertadores mee won. Hierna trainde hij nog verschillende clubs.

## Erelijst
Unión Santa Fe
- Liga Santafesina de Fútbol: 1979

 River Plate
- Primera División: 1985/86
- Wereldbeker voor clubteams: 1986
- CONMEBOL Libertadores: 1986
- Copa Interamericana: 1986

 Argentinië
- Wereldkampioenschap voetbal: 1986

Als trainer
 Unión Santa Fe
- Liga Santafesina de Fútbol: Apertura 2000

 Club Olimpia
- Copa Libertadores: 2002

1 Almirón ·
2 Batista ·
3 Bochini ·
4 Borghi ·
5 Brown ·
6 Passarella ·
7 Burruchaga ·
8 Clausen ·
9 Cuciuffo ·
10 Maradona  ·
11 Valdano ·
12 Enrique ·
13 Garré ·
14 Giusti ·
15 Islas ·
16 Olarticoechea ·
17 Pasculli ·
18 Pumpido ·
19 Ruggeri ·
20 Tapia ·
21 Trobbiani ·
22 Zelada ·
Coach: Bilardo
1 Pumpido ·
2 Batista ·
3 Balbo ·
4 Basualdo ·
5 Bauza ·
6 Calderón ·
7 Burruchaga ·
8 Caniggia ·
9 Dezotti ·
10 Maradona  ·
11 Fabbri ·
12 Goycochea ·
13 Lorenzo ·
14 Giusti ·
15 Monzón ·
16 Olarticoechea ·
17 Sensini ·
18 Serrizuela ·
19 Ruggeri ·
20 Simón ·
21 Troglio ·
22 Cancelarich ·
Coach: Bilardo